# すその水ギョーザ

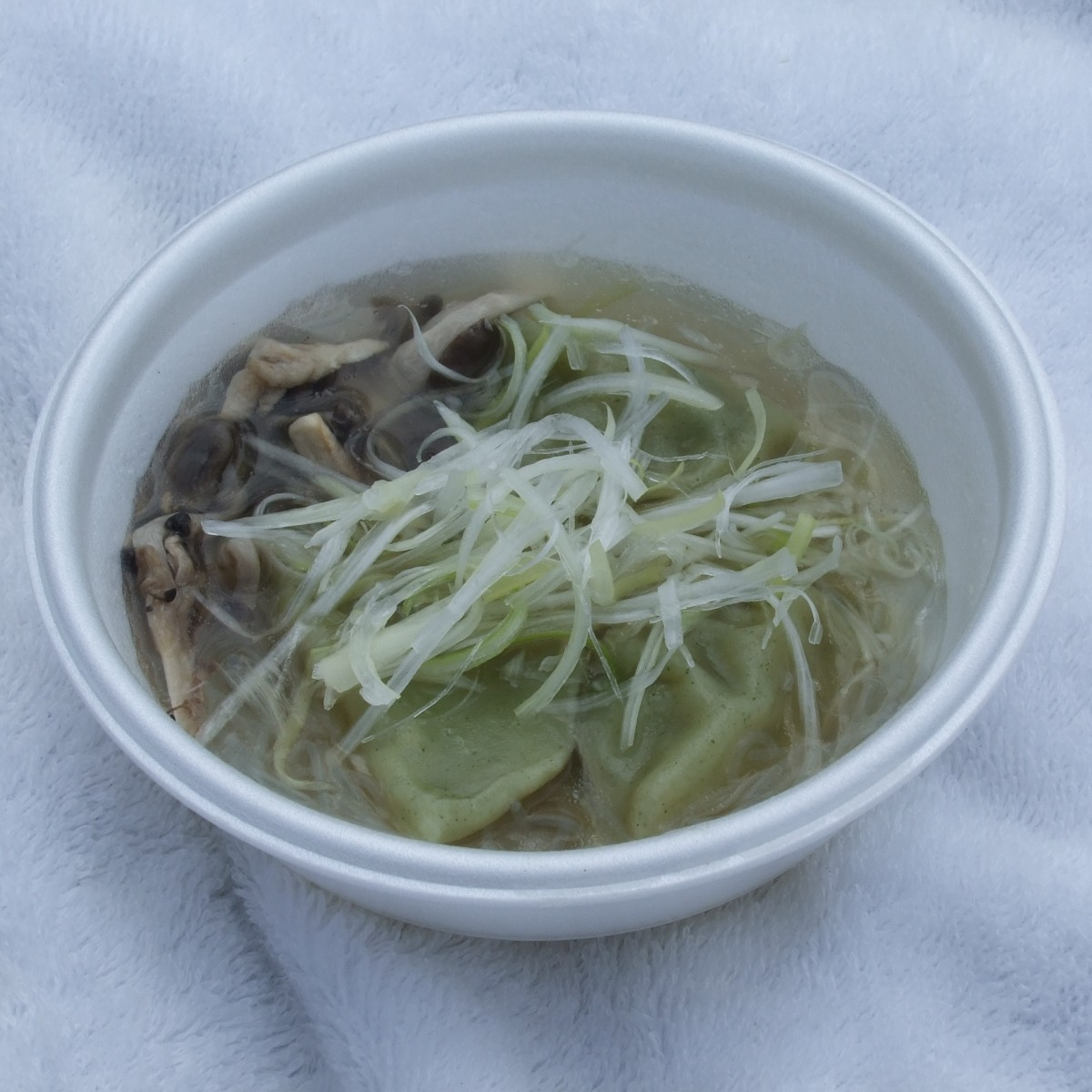
すその水ギョーザ（B-1グランプリ2010にて撮影）

すその水ギョーザ（すそのすいぎょーざ）とは、静岡県裾野市のご当地餃子である。

## 概要
裾野市では、1990年代から農業振興の一環としてモロヘイヤの栽培を行っており、2024年時点では稲作から転作した10軒がモロヘイヤの栽培を行っている。その裾野市産モロヘイヤの粉末を皮に練りこんだ餃子である。皮の色は目を引く緑色をしており、食感はもちもちとしている。この粉末は、規格外のモロヘイヤ葉を摂氏55度で10時間乾燥させ、粗くもんで保存しておいたもので、注文が入ってから粉末にすることで、鮮やかな緑色を保ったまま出荷される。なお、裾野市内では学校給食でモロヘイヤの粉末を練り込んだうどんやスープも提供されている。
餃子の餡に、キャベツ、豚肉、ニラに、裾野産茶葉を使用している。
モロヘイヤ入りスープギョーザ、すうちゃんギョーザとも呼ばれている。
マスコットキャラクター「すぅちゃん」が設定されている。

## 歴史
2002年（平成14年）の裾野市職員による「すそのギョーザでまちづくり」の研修発表が始まりで、その後、この時の研修メンバー、商工会、商業者等が協力し、試行錯誤を経て2007年に「すその水ギョーザ」が完成した。 
「すそのギョーザ倶楽部」が結成され、静岡県内外のイベントで「すその水ギョーザ」をPRしている。

## 実績
B-1グランプリ
- 2007年（平成19年）6月 - 第4位
- 2008年（平成20年）11月 - 第6位
- 2009年（平成21年）9月 - 第6位